# ピーキー・ブラインダーズ (ギャング)

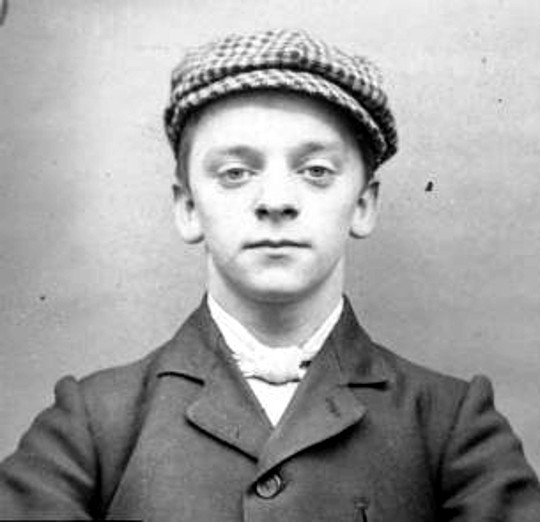
特徴的な外套とピーク（つば）のあるハンチング帽を着用したハリー・ファウルズ

ピーキー・ブラインダーズ（英語：Peaky Blinders）は、19世紀末葉から20世紀初頭にかけてイギリス・バーミンガムで活動したストリートギャングである。イギリスの労働者階級の厳しい経済的剥奪によって誕生し、主に若い男性で構成されていた。強盗、暴力、ゆすり、違法な馬券業、賭博の管理から社会的権力を振るった。
2013年に、その名は、BBCのテレビドラマシリーズ『ピーキー・ブラインダーズ』のタイトルに使われた。キリアン・マーフィー、ポール・アンダーソン、ジョー・コールが主演するこのシリーズは、第一次世界大戦直後にバーミンガムで活動していた架空の犯罪組織についてのクライムストーリーである。

## 概要
ピーキー・ブラインダーという名称は、ギャングの構成員が剃刀をハンチング帽のつばに縫い付け、それを武器として使用したことに由来するという。しかし、ジレット社は1903年にアメリカで最初の交換可能な安全剃刀システムを導入し、イギリスにおける製造は1908年に開始したため、この由来は矛盾する。バーミンガム出身の作家・ジョン・ダグラスによれば、帽子に剃刀を付けていた構成員は、敵に頭突きして失明させたという。
バーミンガムの歴史家・カール・チンは、その名前は実際にはギャングの仕立てのエレガンスに由来すると言い、当時における「ピーク」は、ピーク（つば）のあるハンチング帽を指す言葉であると主張する。

## 歴史

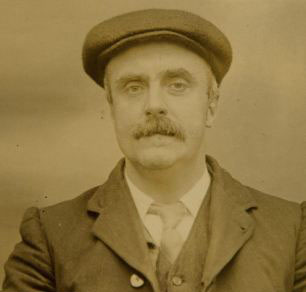
ギャングの有力者・トーマス・ギルバート

19世紀イギリスにおける経済的剥奪は、暴力的な若者のサブカルチャーにつながった。貧しい若者たちは、バーミンガムのスラム街を歩いている男性をスリしたり、暴行、殴打、および絞殺によって強盗した。このサブカルチャーの起源は、バーミンガムの通りが賭博の巣窟やラフなスポーツをしている若者でいっぱいだった1850年代にある。警察が上流階級からの圧力のためにこれらの活動を取り締まり始めたとき、若者は団結して反撃した。これらのギャングは「スロッグギャング」として知られるようになり、頻繁に警察と戦い、通りを歩いている一般市民を襲撃した。1890年代、若者のストリートギャングは、12歳から30歳までの男性で構成されていて、ギャング内のヒエラルキーが生まれはじめた。
1890年に一部のギャングメンバーが男性を攻撃した後、彼らは「ピーキー・ブラインダーズ」のメンバーであることを宣言する手紙をさまざまな全国紙に送った。
ピーキーブラインダーズは、支配地域を確立した後、19世紀後半に犯罪事業を、みかじめ料の徴収、詐欺、土地の奪取、密輸、ハイジャック、強盗、違法な馬券業に拡大しはじめた。
このギャングは、一般市民だけでなく、ライバルギャングや巡査に対する暴力でも知られていた。ギャング戦争がバーミンガムで頻繁に勃発し、乱闘と銃撃戦につながった。1897年に巡査ジョージ・スナイプ、1901年にチャールズ・フィリップ・ガンターが、ピーキー・ブラインダーズによって殺された。さらに数百人が負傷し、一部の巡査は暴力によって部隊を脱退した。
ピーキー・ブラインダーズの最も強力なメンバーは、ケビン・ムーニーとして知られている男である。 彼の本名はトーマス・ギルバートであったが、定期的に名前を変更していた。彼の下では、大規模な土地の奪取が行われた。ギャングの他の著名なメンバーには、デービッド・テイラー、アーネスト・ヘインズ、ハリー・ファウルズ、スティーブン・マックニックルがいる。
10年近くの政治的支配の後、ピーキー・ブラインダーズの影響力の高まりは、より大きなギャングであるバーミンガム・ボーイズに注目された。ピーキー・ブラインダーズの競馬場への拡大は、バーミンガム・ボーイズからの激しい反発に繋がった。その後、ピーキー・ブラインダーズは、バーミンガムの中心部から田園地帯に距離を置いた。ブラインダーズが犯罪社会から撤退したことで、サビーニ・ギャングはバーミンガム・ボーイズに移り、1930年代に中央イングランドに対する政治的支配を固めた。